# Bundesautobahn 105
Pour les articles homonymes, voir A105.
La Bundesautobahn 105 était le nom du projet de Bundesautobahn à Berlin.